# Nicole Kidman
Nicole Mary Kidman (Honolulu (Hawaï), 20 juni 1967) is een Australische actrice.

## Biografie

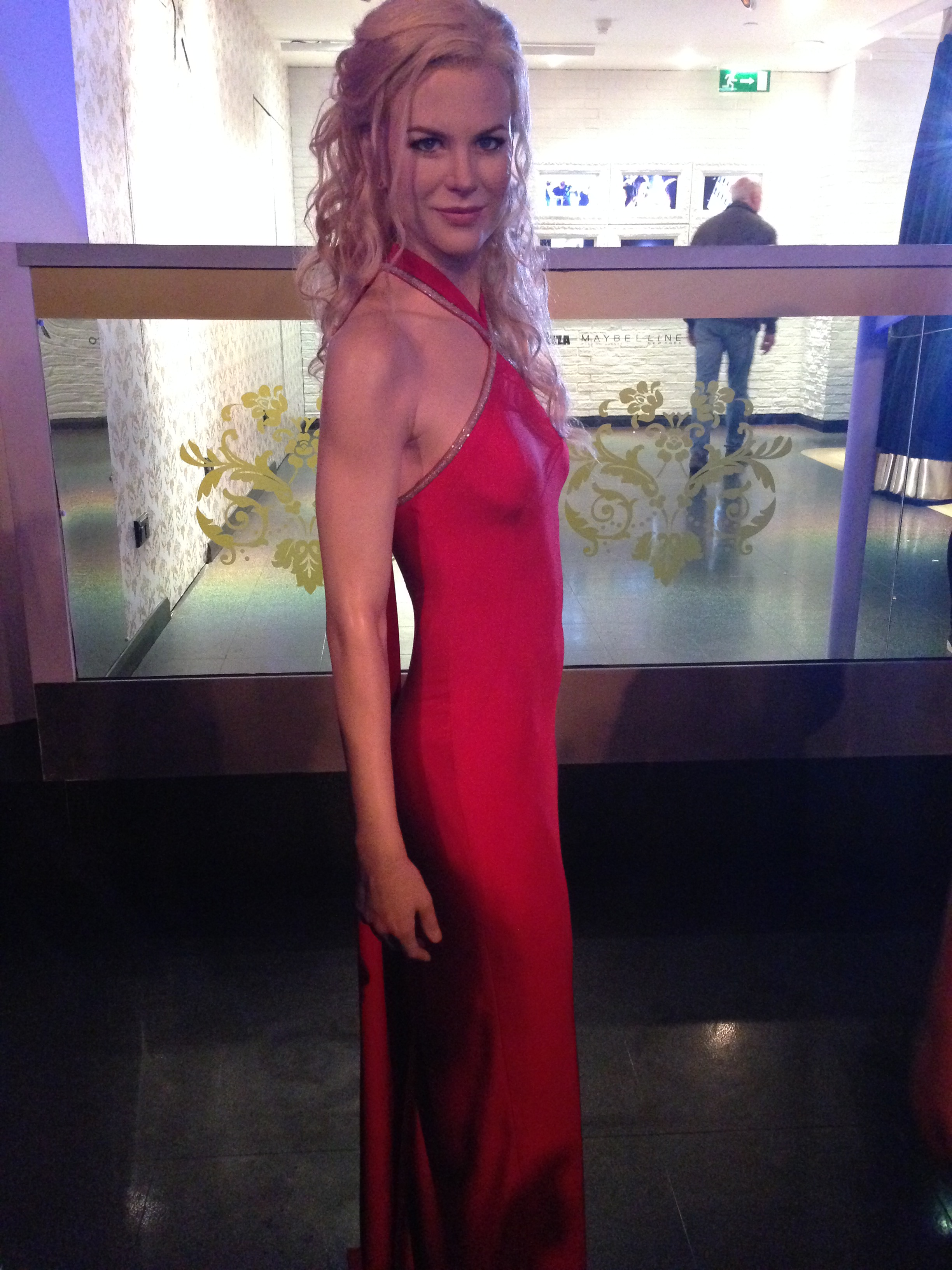
Wassenbeeld in Madame Tussauds

Ze woonde tot haar vierde op Hawaï waar haar ouders op dat moment verbleven. Daarna verhuisde ze met haar ouders naar Australië. Toen ze drie was, begon ze met balletles. Op veertienjarige leeftijd begon haar carrière met een rol in de kerstfilm Bush Christmas.
Op de set van Days of Thunder, haar eerste Amerikaanse film, begon ze een relatie met Tom Cruise. De twee trouwden op 25 december 1990. Op 8 augustus 2001 werd bekend dat het paar ging scheiden. Hierna kreeg Kidman een relatie met Lenny Kravitz. In juni 2006 trouwde ze met countryzanger Keith Urban.
Gedurende haar huwelijk met Cruise adopteerde het paar twee kinderen: een dochter en een zoon. In 2001 kwam echter de scheiding, naar algemeen wordt aangenomen, omdat zij haar kinderen katholiek wenste op te voeden en niet onder de invloed van de door Tom Cruise aangehangen Scientologykerk.
Kidman en haar echtgenoot Keith Urban kregen op 7 juli 2008 hun eerste kind, een dochter. Het meisje kwam ter wereld in Nashville in de staat Tennessee. Op 28 december 2010 werd hun tweede dochter geboren via een draagmoeder.
Kidman won een Oscar voor beste vrouwelijke hoofdrol voor de verfilming van Michael Cunninghams roman The Hours in 2003. Haar vermogen wordt geschat op bijna 100 miljoen euro. In 2006 was ze de best betaalde actrice ter wereld.
In 2024 speelde Kidman de hoofdrol in Babygirl, een Amerikaanse erotische thriller geschreven, geregisseerd en mede geproduceerd door de Nederlandse acteur/regisseur Halina Reijn, met wie zij een bijzondere band ontwikkelde. Zij kreeg hiervoor een Gotham Award die zij opdroeg aan haar ouders.

## Filmografie

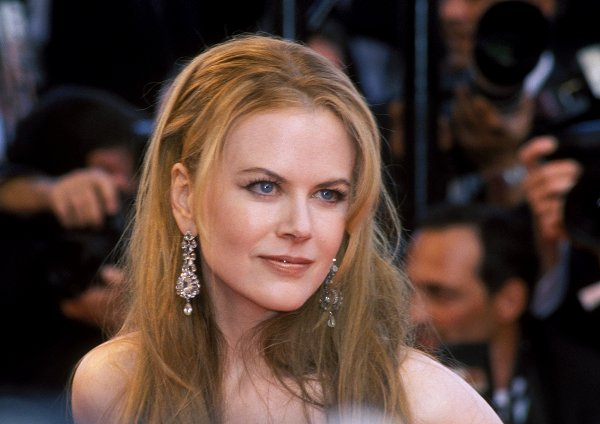
Kidman op het Filmfestival van Cannes in 2001

## Ander werk
Voor de reclamespot van het parfum Chanel No. 5 kreeg Nicole in 2003 een recordbedrag uitbetaald. De spot werd geregisseerd door Moulin Rouge-regisseur Baz Luhrmann en zou de duurste reclamespot tot dan toe zijn. In 2004 werd de reclamespot in de bioscopen en op televisie vertoond. De eerste vertoning vond plaats op 5 oktober 2004 op de Australische zender Channel 9. Vanaf 12 november 2004 was de spot te zien in bioscopen. Het opnemen vond plaats van 19 tot 23 december 2003 in Sydney, Australië. Het gerucht wil dat Kidman per minuut 10 miljoen Australische dollar kreeg. Het filmpje duurt iets langer dan twee minuten. Tevens bracht ze in december 2001 samen met de Britse zanger Robbie Williams een single uit: Somethin' Stupid. Deze single stond in Nederland elf weken in de Nederlandse Top 40 op destijds Radio 538 met een 9e positie als hoogste notering en stond maar liefst achttien weken genoteerd in de publieke hitlijst; toenterijd de Mega Top 100 op Radio 3FM.
In België bereikte de single de 5e positie in de Vlaamse Ultratop 50, de 2e positie in de Vlaamse Radio 2 Top 30 en de 6e positie in de Waalse Ultratop 50.
Kidman is in Australië ambassadrice voor UNICEF.

### NPO Radio 2 Top 2000
| Nummer met noteringen in de NPO Radio 2 Top 2000 | '09  | '10  | '11  |
| ------------------------------------------------ | ---- | ---- | ---- |
| Somethin' Stupid (met Robbie Williams)           | 1398 | 1342 | 1687 |

1. ↑  Een vetgedrukt getal geeft de hoogste notering aan.
2. ↑  2009 was het eerste jaar met een notering voor dit nummer.
3. ↑  Deze tabel is bijgewerkt tot en met de meest recente editie (2024).